# Los enemigos de la razón
Los enemigos de la razón es un documental en dos partes escrito y presentado por el biólogo evolucionista Richard Dawkins. Según los creadores del documental: 
¿Es racional que los muertos puedan comunicarse con los vivos y decirles cómo deberían vivir sus vidas? ¿Qué tal el clavarse alfileres en el cuerpo para liberar el flujo de energía Chi y curar las enfermedades? ¿O el doblar cucharas utilizando solo la mente? ¿Es eso racional? Richard Dawkins no piensa eso, y siente que es su deber el exponer aquellas creencias que existen sin pruebas científicas, que sin embargo logran mantener a la nación bajo su hechizo. Él se enfrentará a los defensores más importantes del mundo en su campo de experiencia, conocerá a las víctimas que los han utilizado y expondrá la historia de estos movimientos – desde los charlatanes que han ordeñado estas prácticas hasta los experimentos y pruebas que han fallado en producir resultados concluyentes.
El documental fue transmitido primeramente en el canal de televisión Channel 4 del Reino Unido, diseñado como un sucesor al documental de Dawkins del año anterior, La raíz de todos los males, como se vio a través de la incorporación de clips breves de dicho documental durante la introducción de la primera parte por Dawkins. La primera parte salió al aire el 13 de agosto de 2007 y la segunda el 20 de agosto de 2007.
El documental incluye entrevistas con Steve Fuller, Deepak Chopra, Satish Kumar, y Derren Brown.

## Episodio 1: Esclavos de la superstición
Dawkins apunta a algunos de los logros de la ciencia y describe cómo han liberado a la mayoría de la gente de supersticiones y dogmas. Retomando de su distinción entre superstición y razón hecha en La raíz de todos los males (mientras que recicla algunas imágenes de ese documental), dice que la razón está enfrentando una "epidemia de superstición" que "empobrece nuestra cultura" e introduce gurús que nos persuaden a "huir de la realidad". Él considera al presente como tiempos peligrosos. Luego regresa a los logros de la ciencia, incluyendo el hecho de que, al extender ésta el periodo de vida de la gente, los ayuda a tomar una mayor ventaja de la vida. Posteriormente él dirige su atención a la astrología, que él critica por realizar estereotipos sin evidencia. Habiendo puesto a prueba a la astrología y referido a experimentos a mayor escala, describe entonces brevemente los mecanismos de la astronomía, y expresa frustración sobre el que 50% de la población del Reino Unido –más que los miembros de una religión– creen en lo paranormal.
Luego visita a un médium psíquico, Simon Goodfellow, que realiza sentencias que Dawkins interpreta como si se refiriera a su retiro –que la mayoría de la gente de su edad asumiría pronto pero no Dawkins-. Cornell entonces se encuentra en contradicción respecto a si el "espíritu G", que supuestamente se comunica con él, es un miembro de la familia de Dawkins. Después Cornell trata de sugerir que este espíritu estuvo en la milicia –nuevamente, algo típico sobre los fallecidos relacionados con la gente de la edad de Dawkins, pero no es el caso-. Cornell concluye con varias explicaciones de porqué sus poderes pueden no siempre funcionar, pero Dawkins insiste en que extraordinarias declaraciones requieren extraordinarias evidencias, y entonces habla con el escéptico Derren Brown sobre lectura en frío, incluyendo los engañosos trucos que Derren utiliza. 
En otro notable segmento Dawkins visita a una psíquica por £50 quien asegura pudo escuchar o ver al padre de él en "el otro lado". Dawkins permite a la mujer hacer la lectura y al final le informó que su padre está vivo, y él lo visita frecuentemente.
Dawkins visita después una iglesia espiritualista, y realiza varias críticas a la presunta evidencia de comunicación con los muertos hecha por el médium Craig Hamilton-Parker, y añade que muchos pueden obsesionarse con tales actuaciones y encontrarían difícil el superar la muerte de sus seres queridos, haciendo notar que la mayoría de la gente que asiste ahí lo hace regularmente. Hamilton-Parker dice que sus poderes psíquicos han sido “probados ante mí en contra de mi racionalidad”. Dawkins termina su estudio de comunicación con los muertos haciendo notar que los argumentos están basados en anécdotas inestables, privadas y subjetivas, y La raíz de todos los males compara esto con la religión.
Dawkins posteriormente describe la historia del conocimiento científico de la ecolocación, y resalta el aumento acumulativo de evidencia para corroborar las explicaciones científicas del fenómeno. Visita al psicólogo Chris French, quien está realizando una prueba doble ciego a la radiestesia. Ninguno de los radiestesistas obtuvieron mejores resultados, en un sentido de significancia estadística, que lo que se esperaba de hacer la prueba solo al azar. Mientras que los radiestesistas están confundidos, Dawkins y French notaron que la confianza de ellos no ha cambiado, y los radiestesistas prefieren dar explicaciones (French indica que a algunas de ellas se les puede llamar excusas) que retienen la hipótesis de que tienen poderes paranormales. Dawkins luego da su propia explicación de la creencia en lo paranormal en combinación con términos evolucionarios y psicológicos, diciendo: "no queremos creer que las cosas solo pasan", y sugiere que la superstición es algo como el error animal cometido por las palomas de Skinner. 
Dawkins entrevista a Satish Kumar sobre ideas como "arboreza" y "roqueza" (cualidad de árbol y de roca respectivamente). Dawkins señala que es todo afirmación libre de pruebas. Responden al argumento que "la ciencia es deprimente" diciendo que el mundo es tan maravilloso que la palabra "mundano" tiene un significado y etimología mal empleados. Entonces se queja sobre la caída a largo plazo en el número de estudiantes de química y física del nivel más alto. Sugiere que esto se debe parcialmente al sistema educativo del Reino Unido que alienta a los estudiantes a valorar los sentimientos personales sobre la evidencia y la razón. Él entrevista al relativista Steven Fuller y lo critica por ser "tan cerrado a estar en lo correcto pero ... malditamente equivocado". Fuller señala que diferentes personas pueden interpretar la misma evidencia de manera diferente. Fuller también hace notar los beneficios de Internet, y Dawkins está de acuerdo, pero entonces habla sobre los daños que causa al propagar sentencias falsas. También apunta al hecho que el escándalo de la vacuna MMR envolvió una teoría de conspiración sin fundamento sobre el gobierno británico. Dawkins concluye que la razón "construye el mundo moderno. Es un objeto precioso pero frágil".

## Episodio 2: El sistema irracional de la salud
Richard Dawkins examina la creciente sospecha que el público tiene hacia la medicina basada en la ciencia, a pesar de su registro de éxitos como la teoría microbiana de la enfermedad, vacunas, antibióticos y el incremento del periodo de vida de las personas. Hace notar que una quinta parte de los niños británicos actualmente no son inmunes contra sarampión, parotiditis y rubéola, atribuyéndolo a temores provenientes de un reporte altamente controversial que relacionaba las vacunas con el autismo.
Dawkins critica el creciente campo de la medicina alternativa que no tiene el mismo objetivo y rigor estadístico como los tratamientos derivados científicamente usando estudios controlados de doble ciego. Sin evidencia verificable, las terapias alternativas se basan en anécdotas tendenciosas y se perpetúan a través de la palabra de boca en boca. Dawkins observa que estos tratamientos tienen fundamentos fantasiosos y rituales detrás de ellos, con muchos tratamientos alternativos que emplean jerga pseudocientífica tal como "energía", "vibraciones" o "teoría cuántica", etc. para darse a sí mismas un mayor crédito a los pacientes.
La homeopatía es ejemplificada como una medicina alternativa dominante que tiene apoyo masivo y es receptora de impuestos a través del Servicio Nacional de Salud del Reino Unido. Dawkins explica que la razón fundamental detrás de ella es infundada y demuestra que la magnitud de dilución requerida es tan grande que el paciente está bebiendo prácticamente agua pura. Esto se ilustra por la típica dilución homeopática de 30C (1:10030, que es treinta pasos de dilución al 1% cada vez), que requiere una gota de ingrediente activo disuelto en un cuerpo de agua más grande que el océano entero. Dawkins cita un metaanálisis del 2005 por The Lancet el cual concluye que la homeopatía no tiene un efecto en la salud consistentemente demostrable.
Dawkins formula la hipótesis que los practicantes de la medicina alternativa pasan un mayor tiempo que los médicos regulares atendiendo a sus pacientes. Una entrevista con el profesor Nicholas Humphrey sugiere que esta atención adicional puede causar un efecto placebo en los pacientes, pero esto no es un sustituto para la convencional medicina basada en la ciencia.
El episodio concluye con Dawkins haciendo un llamado a la búsqueda escéptica y racional basada en la evidencia, exclamando que "la razón nos ha liberado de la superstición y nos ha dado siglos de progreso. La abandonamos a nuestro propio riesgo".